# M59 (trasporto truppe)
Il M59 era un veicolo trasporto truppe (Armoured Personnel Carrier, APC) statunitense, immesso in servizio nel 1954 per rimpiazzare il M75, rispetto al quale presentava tre vantaggi fondamentali: era anfibio, aveva una sagoma più bassa ed era più economico da realizzare. La produzione terminò nel 1960, con 6.300 mezzi realizzati. Ne venne derivata una versione portamortaio M84. Il veicolo venne a sua volta rimpiazzato dai mezzi della famiglia M113.

## Storia
I lavori di sviluppo per un sostituto del M75 iniziarono alla fine del 1951, con la realizzazione di alcuni prototipi da parte della FMC Corporation. Il più prestante di questi, denominato T59, venne selezionato e adottato come M59 nel maggio 1953. La FMC ricevette il contratto per la produzione. Per ridurre i costi di produzione, invece di un singolo potente motore, il veicolo montava due motori di autocarri civili, più piccoli e meno potenti, montati su ognuno dei due lati dello scafo. L'inaffidabilità di questo sistema propulsivo e la ridotta blindatura rispetto al M75 rappresentarono i maggiori limiti di questo progetto.

## Tecnica

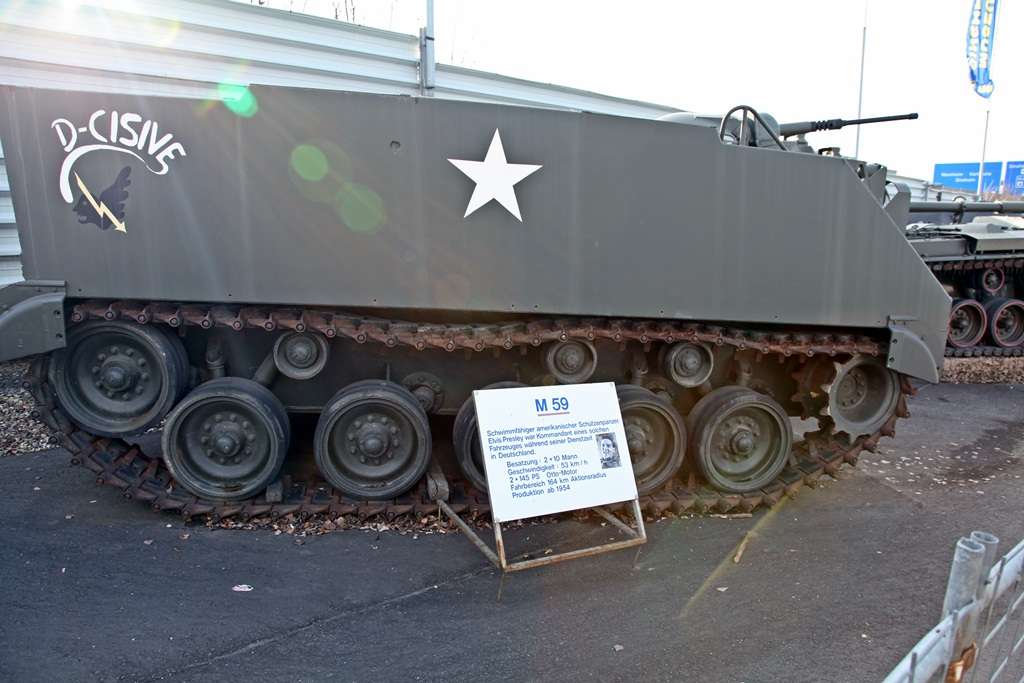
Il M59 "D-cisive".

Il veicolo aveva uno scafo in acciaio saldato, con piastre di spessore variabile dai 9,5 mm della copertura superiore ai 25 mm della piastra frontale, con una media di 16 mm. Nel complesso il mezzo era caratterizzato da superfici squadrate, con un muso smussato. Il veicolo aveva un unico grande compartimento, dove il conduttore sedeva sulla parte frontale sinistra, con il capocarro alla sua destra. Il conduttore disponeva di un visore notturno infrarossi M19 e alcuni periscopi M17 per la guida a portelli chiusi. Il capocarro disponeva di una cupola M13, con una mitragliatrice pesante Browning M2 in calibro 12,7 × 99 mm NATO. La riserva di colpi a bordo era di 1.472 colpi sulle prime versioni, portati in seguito a 2.205 colpi.
Dietro a capocarro e conduttore, su due panche addossate alle fiancate, prendevano posto dieci fanti. Le panche potevano essere ripiegate per lasciare spazio ad una singola jeep. Su entrambi i lati del vano di trasporto, delle cofanature contenevano i due gruppi motopropulsori.
La propulsione era assicurata da una coppia di motori gemelli GMC Model 302 a 6 cilindri in linea a benzina, ognuno erogante 146 hp a 3.600 rpm. I motori erano direttamente connessi a due trasmissioni Hydramatic Model 301MG (300MG sui primi modelli), con quattro marce avanti e una indietro. La sterzata avveniva tramite un differenziale azionato da leve di sterzo. Il treno di rotolamento era costituito da una ruota motrice anteriore, ruota di rinvio posteriore, tre ruotini reggicingolo e cinque ruote portanti con barre di torsione e ammortizzatori su prima e ultima ruota. La velocità massima era di 51 km/h, notevolmente inferiore a quella del predecessore M75. I 511 litri (135 galloni) permettevano un'autonomia di 150 km.
Il veicolo era progettato per essere anfibio, con guarnizioni di gomma su tutti i portelli e pannello paraspruzzi abbattibile. In acqua il mezzo raggiungeva la velocità massima di 6,9 km/h.
L'accesso al vano di trasporto avveniva attraverso la rampa posteriore, dotata di portello, e i portelloni superiori.

## M84 Mortar Carrier
Il M84 era un M59 modificato in versione portamortaio, con pezzo da 107 mm M30 incernierato sul pavimento del vano di trasporto, puntato in avanti. Il mortaio poteva sparare da bordo del veicolo aprendo i portelloni superiori. L'equipaggio era limitato a sei uomini, ma il peso del mezzo, armato e con 88 colpi di riserva a bordo, raggiungeva 21,4 t. Il mezzo entrò in produzione nel gennaio 1957 e venne rimpiazzato dal M106.

## Utilizzatori
- Stati Uniti - 6.300; ritirati.
- Brasile - 500; ritirati.
- Etiopia - 120.
- Grecia - 200.
- Libano - 16; ritirati nel 1978.
- Vietnam del Sud - 866 [1]
- Turchia - 1.550.
- Venezuela - 15 utilizzati dalla Aviación Militar Venezolana, secondo alcuni autori altri 45 utilizzati dall'Ejército Nacional de la República Bolivariana de Venezuela; ritirati nel 1972.
- Jugoslavia - 12 forniti per prove di valutazione; servirono da base per lo sviluppo dell'OT M-60.